# 东坪镇 (巧家县)
东坪镇，是中华人民共和国云南省昭通市巧家县下辖的一个镇。
2012年9月19日，云南省人民政府批复同意撤销东坪乡，设立东坪镇。

## 行政区划
东坪镇下辖以下地区：
东坪村、老街村、新街村、树叶村、杨柳村、柯都村、凉坪村、岳坪村、威宁村和道角村。